# Gwenaël Bulteau
Pour les articles homonymes, voir Bulteau.
 (mars 2024).
Si vous disposez d'ouvrages ou d'articles de référence ou si vous connaissez des sites web de qualité traitant du thème abordé ici, merci de compléter l'article en donnant les références utiles à sa vérifiabilité et en les liant à la section « Notes et références ».
Gwenaël Bulteau, né en 1973, est un écrivain français, auteur de romans noirs et policiers. En 2021 il obtient le prix Landerneau dans la catégorie polar pour son premier roman, La République des faibles.

## Prix et nomination

### Nomination
- Prix des lecteurs « Quais du Polar » 2025 pour Malheur aux vaincus[3]